# Морська міна

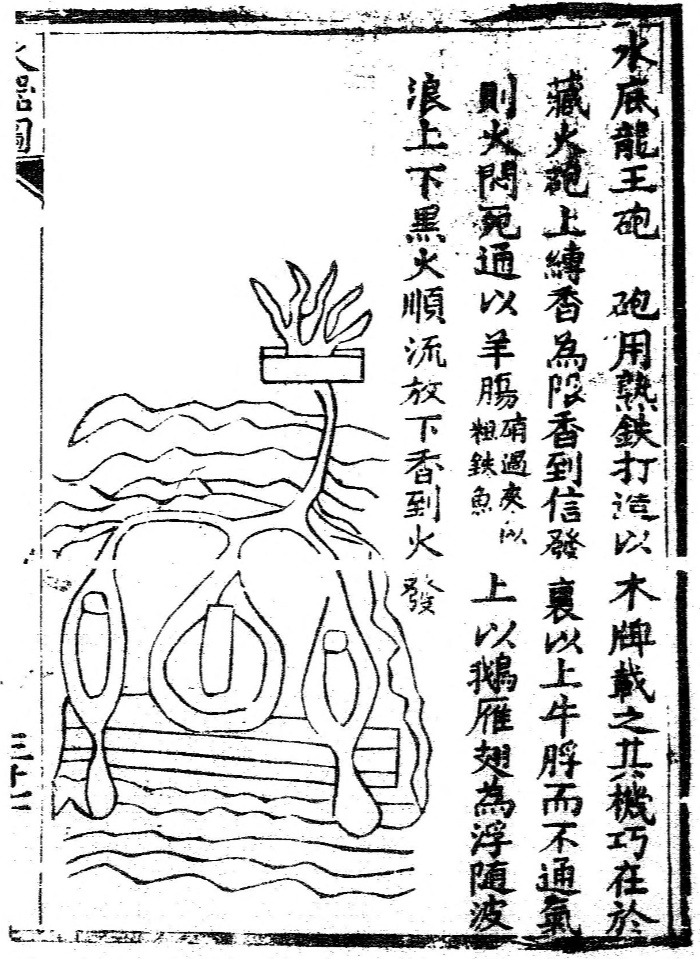
Малюнок морської міни з описом у трактаті Холунцзін. Китай. XIV століття

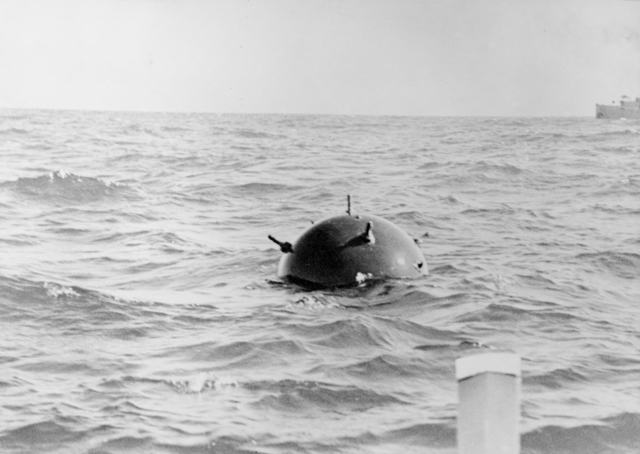
Морська міна німецького виробництва в австралійських водах. 1940

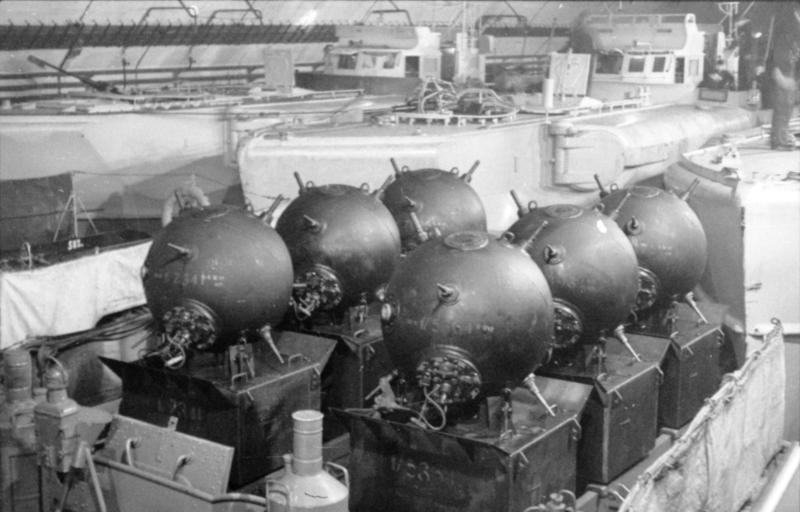
Німецькі плаваючі міни в бункері підводних човнів. Друга світова війна

типи морських мін:
A — плаваючі, B — донні (якірні), SS — підводний човен.
1 — міна, що дрейфує, 2-притоплена міна, 3-міна на мінрепі, 4-донна міна на великій глибині на короткому мінрепі, 5-донна міна, 6-міна-торпеда, 7-міна, що спливає

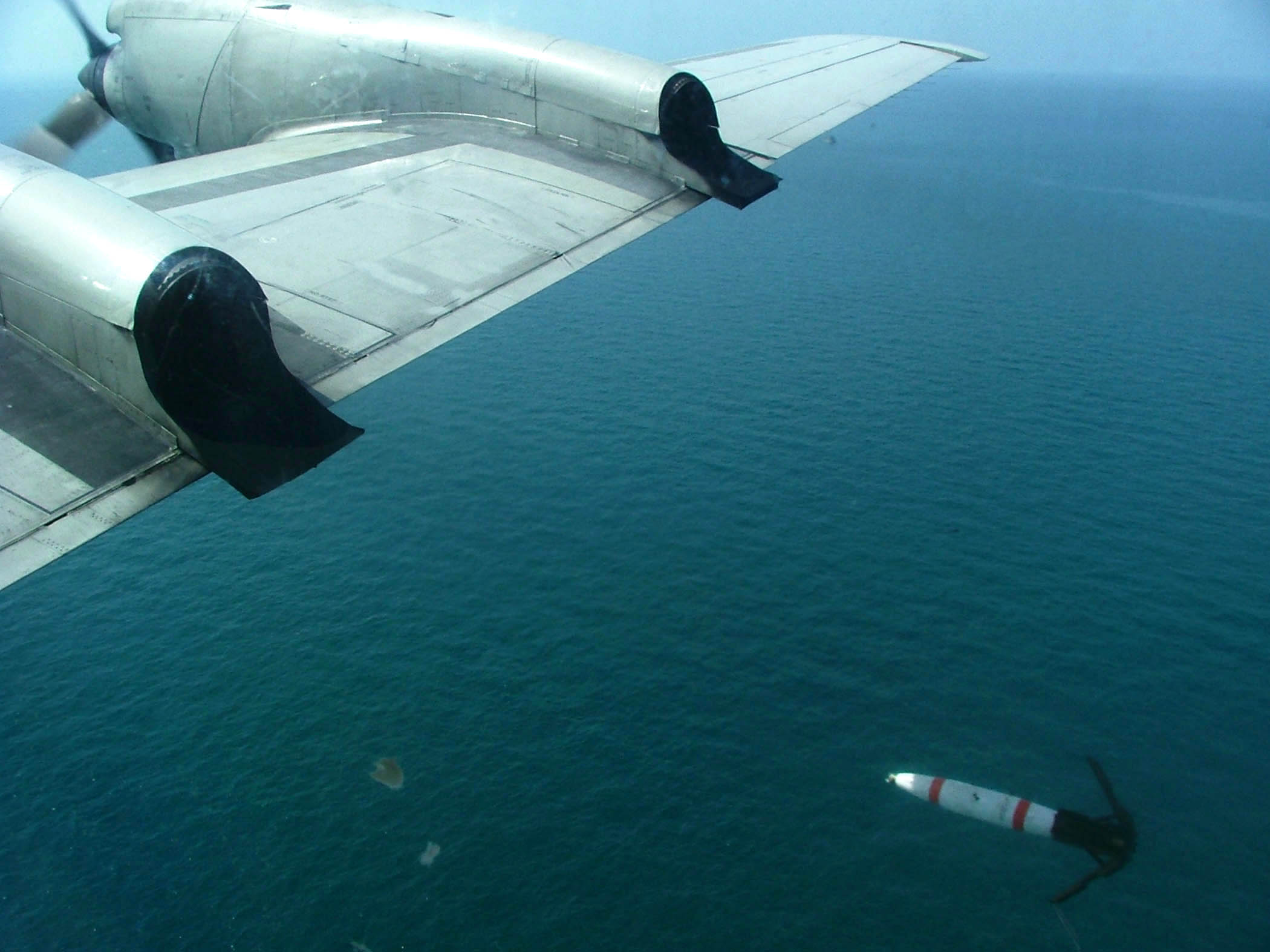
Скидання морської міни MK65 Quickstrike з літака берегової охорони P-3 Orion

Морська́ мі́на — інженерний боєприпас (міна), що встановлюється у воді і призначена для ураження підводних човнів, надводних кораблів і суден противника, а також ускладнення їх плавання.
Морські міни поділяються на якірні, донні і плаваючі. У якірних корпус, що має додатну плавучість, утримується на заданій глибині під водою за допомогою мінрепів (сталевого троса), з'єднаного з лежачим на ґрунті якорем. У корпусі розміщується заряд вибухової речовини масою до 350 кг, запальний пристрій і прилади, що входять в комплект детонатора. Різновидом якірних морських мін є сфероконічні та протичовнові антенні міни контактної дії.
Донні морські міни ставляться на дні моря (океану). Їх металеві корпуси мають розміри до 0,6 м у діаметрі та довжиною до 6 м, та мають зарядну камеру з 250—1000 кг вибухової речовини і детонаторами, приладову камеру з апаратурою підривача, відсік для розміщення парашута (для авіаційних морських мін). Зазвичай глибина постановки донних мін не перевищує 50-70 м. Спеціальні донні морські міни призначені для боротьби з підводними човнами, можуть встановлюватися і на великих глибинах. Плаваючі морські міни після постановки дрейфують за течією, утримуючись на заданому поглибленні під водою за допомогою спеціальних пристроїв.

## Характеристики та будова

### Сфероконічна міна
Сфероконічна міна — плаваюча якірна морська міна, що утримувалась на необхідній глибині невеликим та малопомітним буйком, або якорем. Міна використовувалась наприкінці 19-го — на початку XX століття. Вперше була застосована в російсько-турецьку війну 1877—1878 років.
Якорна міна утримувалась на необхідній глибині якорним кінцем — тросом. Притоплення перших зразків мін забезпечувалось ручним налаштуванням довжини троса. На початку 1980-х років на Чорноморському флоті були випробувані пристрої автоматичної постановки таких мін конструкцій флігель-ад'ютанта С. О. Макарова та лейтенанта Азарова. Конструкція Азарова, як більш проста, була прийнята на озброєння.
Принцип дії конструкції Азарова полягав в наступному. Міна оснащувалась системою з свинцевого тягаря та підвішеного над тягарем якоря. Якірний кінець намотувався на барабан. Під дією тягаря та якоря барабан вивільнявся від гальма і кінець змотувався з барабана; коли тягар досягав дна, сила витягування кінця зменшувалась і барабан стопорився, за рахунок чого міна занурювалась на глибину, що відповідала відстані від тягаря до якоря.
У 1909 році завідувач майстерні водолазних і телефонних приладів у Кронштадті капітан 1 рангу Є. В. Колбасьєв запропонував конструкцію плаваючої міни, що підвішувалася під невеликим буйком. Буйкова міна разом з буйком мала позитивну плавучість близько 1 кг, що дозволяло використовувати невеликі буйки. Незабаром прилад плавання був доопрацьований за принципом «риб'ячого міхура», що надувався від стисненого повітря. Обидва варіанти успішно пройшли випробування, але на озброєння флоту прийняті не були. У 1913 р. мінний офіцер 1 Балтійського екіпажу лейтенант С. А. Калчев запропонував свій варіант плаваючою міни П-13 з електричним приладом плавання. Його міна пройшла випробування й отримала рекомендацію до виробництва, але на озброєння флоту також не надійшла.
Сфероконічні міни перебували на озброєнні флоту до 1960-х років.